# Hans Nilsson-Ehle
Hans Nilsson-Ehle (* 17. Juli 1910 in Svalöv; † 18. März 1983 in Lund) war ein schwedischer Romanist und Sprachwissenschaftler.

## Leben
Hans Nilsson-Ehle war der Sohn von Herman Nilsson-Ehle. Er promovierte 1941 in Lund über Les adverbes en -ment compléments d’un verbe en français moderne. Etude de classement syntaxique et sémantique (Lund 1941). Von 1957 bis 1977 besetzte er den Lehrstuhl für Romanische Sprachen an der Universität Göteborg. Neben der Linguistik interessierte er sich für die Musik. Er spielte selbst Geige und gehörte 20 Jahre lang der „Lunds orkesterförening“ an.

## Werke
- Les adverbes en -ment compléments d'un verbe en français moderne, étude de classement syntaxique et sémantique, 1941
- Les propositions complétives juxtaposées en italien moderne. Lund 1947
- mit Pietro Belloni: Voci romanesche, aggiunte e commenti al „Vocabolario romanesco“ Chiappini-Rolandi. Lund 1957
- Posthum: Varia Romanica, 1991